# Modraszek eros
Modraszek eros, modraszek eroides (Polyommatus eros) – motyl dzienny z rodziny modraszkowatych.

## Wygląd
Rozpiętość skrzydeł od 32 do 35 mm, dymorfizm płciowy wyraźny: wierzchnia strona skrzydeł samców błękitna z szeroką czarną obwódką; samica jest brunatna.

## Siedlisko
Piaszczyste polany i przydroża w borach sosnowych a także skraje takich borów.

## Biologia i rozwój
Wykształca jedno pokolenie w roku (koniec czerwca-sierpień). Rośliny żywicielskie: szczodrzeniec ruski, janowce, ostrołódki i traganki. Jaja składane są na liściach roślin żywicielskich. Larwy wylęgają się po 1-2 tygodniach. Zimują w trzecim stadium. Stadium poczwarki trwa 2-3 tygodnie. 

## Rozmieszczenie geograficzne
Osobniki obserwowane w Polsce zaliczane były do gatunku P. eroides, jednak na podstawie przeprowadzonych badań genetycznych ustalono, że P. eroides i P. eros (występujący na Bałkanach w Alpach, Apeninach i Pirenejach), to w istocie ten sam gatunek. W związku z powyższym osobniki notowane w Polsce powinny być traktowane jako podgatunek opisanego najwcześniej  (Ochsenheimer, 1808) Polyommatus eros.
Gatunek eurosyberyjski, w Europie występuje wyspowo, prawie wyłącznie w górach. W Polsce pojedyncze osobniki obserwowano wyłącznie w Puszczy Knyszyńskiej i Białowieskiej. Dawniej notowany był także m.in. w okolicach Warszawy, Łodzi, Kielc, Sandomierza, Częstochowy i Zawiercia. 

## Zagrożenie i ochrona
Modreszek eros jest w Polsce zagrożony wyginięciem. Objęty został ścisłą ochroną gatunkową.